# 高木河
高木河（英語：Highwood River）是加拿大艾伯塔省西南部的河流，是弓河的支流，起源自加拿大落基山脉彼得·洛希德省立公园内，在卡尔加里东南方汇入弓河。

## 娱乐
这条河以飞蝇钓而闻名。河里生活着各种鳟鱼，包括本地的强壮红点鲑。春天，当雪融化时，这条河可以进行白水漂流（white water rafting）。